# Бібліотека Київського національного торговельно-економічного університету
Бібліотека Київського національного торговельно-економічного університету (Бібліотека КНТЕУ) — культурно-освітня установа, підпорядкована Міністерству освіти і науки України, є однією з найбільших університетських бібліотек України. Заснована у 1948 році як бібліотека філії Донецького інституту радянської торгівлі. З 1966 року — бібліотека Київського торговельно-економічного інституту. Сучасна назва з 1994 року.

## Опис
Бібліотека розташована в окремому приміщенні площею 5600 м². До структури бібліотеки входить 9 відділів. До їх послуг користувачів — 7 читальних зал, абонементів, МБА, спеціальні сектори: мультимедійна бібліотека, зала іноземної літератури, зала каталогів та електронної інформації. Книжкові фонди складають понад 1,400,000 примірників, із них майже 950 тисяч в активному використанні; з них близько 720 тисяч примірників підручників, близько 380 тисяч примірників наукової літератури, 495 назв періодичних видань. Щорічне поповнення фонду — до 60 тисяч примірників. Фонд бібліотеки формується відповідно до профілю університету, комплектується найновішими виданнями з питань економіки, фінансів, менеджменту, бізнесу, інформаційних систем і технологій, правничою та суспільно-політичною літературою, періодичними виданнями, методичними та інформаційними матеріалами; виданнями університету (підручники, посібники, методичні рекомендації й вказівки з багатьох навчальних дисциплін).
В штаті бібліотеки — 49 бібліотекарів, які щороку видають понад 870 тисяч документів 43,5 тисячам користувачів. Середньорічне відвідування — понад 352 тисячі читачів.
З 1966 року по 1987 рік директором бібліотеки була Зінаїда Ващенко. З 1987 року директор бібліотеки — Лілія Сергіївна Шестопалова.

## Функції
Головна функція бібліотеки — інформаційне забезпечення навчального та наукового процесів Вишу. Бібліотека працює в тісному контакті з деканатами, кафедрами, іншими підрозділами університету, проводячи спільні інформаційні заходи.
З 1995 року впроваджено комп'ютеризацію бібліотечних процесів, автоматизацію всіх технологічних циклів на основі програмного забезпечення «УФД/Бібліотека». Створено електронний каталог, надається інформація по ньому, введене автоматизоване довідково-інформаційне обслуговування, книговидача, обслуговування читачів, облік бібліотечних фондів. Сформовано відділ автоматизації, встановлено 101 персональний комп'ютер. Комп'ютери об'єднані в локальну мережу та підключені до мережі університету. Забезпечено доступ до вітчизняних та зарубіжних ресурсів через Інтернет.
Сьогодні автоматизована бібліотечна інформаційна система бібліотеки пропонує читачам такі бази даних: понад 150 тисяч назв документів в електронному каталозі книг та статей, «Періодичні видання», «Праці викладачів КНТЕУ», повнотекстові бази «Нормативні акти України» та інформаційні списки на допомогу навчальному процесу. Розпочато створення Електронної бібліотеки навчальних посібників.
Важливим в роботі бібліотеки є організація доступу до повнотекстових ресурсів світової мережі.

## Бази бібліотеки
Бібліотека надає доступ до таких ресурсів:
- Компанії EBSCO (5 500 повнотекстових назв журналів з економічних, соціальних та природничих дисциплін).
- Видавничий Дім Гребєннікова «Grebennikon».
- Російська наукова електронна бібліотека.
- База даних економіки та права.
- Відкриті Архіви України.
- Автоматизована пошукова система «Нормативні акти України».

## Відділи бібліотеки
- Управління.
- Абонемент наукової літератури.
- Абонемент навчальної літератури для студентів І-ІІ курсів.
- Абонемент навчальної літератури для студентів III—VI курсів.
- Абонемент художньої літератури.
- Зала іноземної літератури.
- Мультимедійна бібліотека.
- Сектор методичних видань.
- Читальна зала.
- Читальна зала періодичних видань.
- Читальна зала нових надходжень.
- Відділ комплектування, каталогізації та систематизації літератури.
- Відділ довідково-бібліографічного обслуговування.
- Відділ комп'ютерних мереж.
- Зала каталогів.